# Флаг Австралийской столичной территории
Флаг Австралийской столичной территории в современном виде был официально принят Законодательным собранием АСТ в 1993 году.
Флаг отличается от австралийского государственного флага тем, что он не имеет в своей основе синий (английский) кормовой флаг. По дизайну он схож с флагом Северной территории. При создании флага использовались геральдические цвета Австралии — синий и золотой. Слева расположен Южный Крест — пять белых звёзд на синем фоне, в центре расположен герб города Канберра. Дизайн флага был разработан Иво Остином.
Несмотря на то, что Австралийская столичная территория существует с 1909 года, она никогда не имела свой собственный флаг. После того, как в 1989 году она получила самоуправление, правительство решило, что территории пора иметь свой флаг. Современный флаг победил в конкурсе, объявленном правительством и, затем был официально принят в 1993 году.

## Предложение по изменению флага столичной территории

Предлагаемый видоизменённый вариант

Так как флаг АСТ был принят в 1993 году, что сравнительно недавно, время от времени происходят призывы видоизменить дизайн флага.
Среди них имеются два варианта, предложенных дизайнером оригинального флага столичной территории Иво Остином. В этих вариантах (один из которых приведён на иллюстрации) герб столичной территории заменён стилизированными цветами, так как по мысли дизайнера использование герба в рисунке флага делает его слишком сложным для воспроизведения.